# جايسون كلارك (لاعب دوري الرغبي)
جايسون كلارك (بالإنجليزية: Jason Clark) هو لاعب دوري الرغبي أسترالي، ولد في 7 يوليو 1988 في سيدني في أستراليا.